# Zierzow
Zierzow es un municipio situado en el distrito de Ludwigslust-Parchim, en el estado federado de Mecklemburgo-Pomerania Occidental (Alemania), a una altura de 35 metros. Su población a finales de 2016 era de 365 habs. y su densidad poblacional, 27 hab/km².
Se encuentra ubicado junto a la frontera con el estado de Brandeburgo.